# Hoefijzervlekmot
De hoefijzervlekmot (Tischeria decidua) is een vlinder uit de familie vlekmineermotten (Tischeriidae). De wetenschappelijke naam is voor het eerst geldig gepubliceerd in 1876 door Wocke.
De soort komt voor in Europa.